# Władysław Piątkowski
Władysław Piątkowski (ur. 14 czerwca 1914 w Łodzi, zm. 31 sierpnia 1977 w Warszawie) – polski rolnik i polityk, poseł na Sejm PRL III i IV kadencji.

## Życiorys
W młodości ukończył naukę w Prywatnym Gimnazjum Męskim Aleksego Zimowskiego w Łodzi. Uzyskał wykształcenie średnie, z zawodu rolnik. Działacz samorządu wiejskiego, należał do Zjednoczonego Stronnictwa Ludowego. Pełnił funkcję przewodniczącego prezydium gromadzkiej rady narodowej w Niesułkowie. W strukturze partyjnej obejmował stanowisko prezesa powiatowego komitetu ZSL w Brzezinach oraz członka wojewódzkiego komitetu partii w Łodzi. W 1961 i 1965 uzyskiwał mandat posła na Sejm PRL z okręgu Tomaszów Mazowiecki. Przez dwie kadencje zasiadał w Komisji Gospodarki Morskiej i Żeglugi, w ostatniej również w Komisji Oświaty i Nauki.

## Odznaczenia
- Krzyż Kawalerski Orderu Odrodzenia Polski
- Srebrny Krzyż Zasługi
- Brązowy Krzyż Zasługi
- Medal 30-lecia Polski Ludowej
- Medal 10-lecia Polski Ludowej
- Odznaka 1000-lecia Państwa Polskiego